# Paraolinx canadensis
Paraolinx canadensis är en stekelart som beskrevs av Miller 1964. Paraolinx canadensis ingår i släktet Paraolinx och familjen finglanssteklar. Inga underarter finns listade i Catalogue of Life.